# Futsal-ligan
Futsal-ligan (finska: Futsal-liiga) är den högsta divisionen i futsal för herrar i Finland. Futsal-ligan och division 1 står under Finlands Bollförbund medan de olika bolldistrikten har hand om de lägre serierna. Det finska mästerskapet i futsal avgjordes för första gången 1997, då som en turnering. Futsal-ligan startade i och med säsongen 1998/1999.

## Lag säsongen 2017/2018
| - FC-88 (Kemi) - Futsal Mad Max (Valkeakoski) - Golden Futsal Team (Esbo) - Ilves FS (Tammerfors) - Kampuksen Dynamo (Jyväskylä) - Leijona Futsal (Kylmäkoski) |  | - Liikunnan Riemu (Jyväskylä) - Pirkkalan Jalkapalloklubi (Birkala) - Ruutupaidat (Vasa) - Sievi Futsal (Ylivieska)) - Someron Voima (Somero) - Tampereen Peli-Pojat-70 (Tammerfors) |

## Futsal-ligans mästare
| - 1998/1999 FT Kemi-Tornio, Torneå - 1999/2000 IFK Willmanstrand, Villmanstrand - 2000/2001 FT Kemi-Tornio, Torneå - 2001/2002 FT Kemi-Tornio, Torneå - 2002/2003 Golden Futsal Team, Esbo - 2003/2004 Ilves FS, Tammerfors - 2004/2005 Ilves FS, Tammerfors - 2005/2006 Futsal Mad Max, Valkeakoski - 2006/2007 Ilves FS, Tammerfors - 2007/2008 Golden Futsal Team, Esbo |  | - 2008/2009 Golden Futsal Team, Esbo - 2009/2010 Ilves FS, Tammerfors - 2010/2011 Ilves FS, Tammerfors - 2011/2012 Ilves FS, Tammerfors - 2013/2014 Ilves FS, Tammerfors - 2014/2015 Sievi Futsal - 2015/2016 Sievi Futsal - 2016/2017 Sievi Futsal |